# スパルタ総攻撃
『スパルタ総攻撃』（スパルタそうこうげき、原題：The 300 Spartans）は、1962年制作のアメリカ映画。

## 概要
紀元前480年、古代ギリシアのポリス連合とペルシア（アケメネス朝）が戦ったペルシア戦争の中で、スパルタ軍を主力とするギリシア軍とペルシア軍が戦ったテルモピュライの戦いを描いた歴史映画。特に、わずか300人の軍で10万以上のペルシア軍と戦うスパルタ軍とスパルタの人々を中心に描いている。
ギリシャでロケが行なわれ、ギリシャ政府が協力した。

## あらすじ
紀元前480年、ペルシア王クセルクセスは周りのアジア・アフリカ諸国を次々に征服し、次にギリシアへ侵攻しようとしていた。ギリシアはこれを迎え撃つべく、 レオニダス王率いる、少数ながら屈強な戦士を揃えるスパルタに全軍の指揮を委ねることにする。
こうして、テルモピュライにおいて、300人の屈強なスパルタ軍に援軍を加えたギリシア軍と、10万以上ものペルシアの大軍との戦いの火蓋が切られた。

## キャスト
※括弧内は日本語吹替。
- レオニダス（スパルタ王）：リチャード・イーガン（外山高士）
- テミストクレス（アテナイの将軍・政治家）：ラルフ・リチャードソン（池田忠夫）
- エラス（ゴルゴーの姪）：ダイアン・ベイカー
- フィロン（スパルタの兵士）：バリー・コー
- クセルクセス（ペルシア王）：デイヴィッド・ファーラー
- ゴルゴー（レオニダスの后）：アンナ・シノディヌ
- アルテミシア（ハリカルナッソスの女王）：アン・ウェイクフィールド
- デマラトス（前スパルタ王、ペルシア王の相談役）：アイヴァン・トリーソール
- マルドニオス（ペルシアの将軍）：ニコス・パパコンスタンティヌ
- ヒュダルネス（ペルシアの将軍）：ドナルド・ヒューストン

※テレビ放映：NET「日曜洋画劇場」1971年9月5日

## その他
コミックライターのフランク・ミラーは少年時代に本作を見てインスパイアされ、アメリカン・コミック『300』を制作した。『300 〈スリーハンドレッド〉』はその映画化作品である。